# Bert Maertens
Bert Maertens (Izegem, 16 november 1981) is een Belgisch Vlaams-nationalistisch politicus voor de N-VA.

## Levensloop
Hij studeerde in 2003 af als licentiaat in de Politieke Wetenschappen aan de Rijksuniversiteit Gent en behaalde in 2004 het diploma van master in Overheidsmanagement en -beleid aan de Katholieke Universiteit Leuven. Maertens was van 2004 tot 2008 adviseur op het kabinet van Vlaams minister Geert Bourgeois en werkte daarna van 2008 tot 2009 voor de N-VA als parlementair medewerker in het Vlaams Parlement. Van 2009 tot 2010 was hij woordvoerder van Geert Bourgeois, toenmalig viceminister-president in de Vlaamse Regering.
Hij zetelt sinds januari 2007 in de gemeenteraad van Izegem. Na een verkiezingsoverwinning van N-VA bij de gemeenteraadsverkiezingen van 14 oktober 2012 werd hij per 1 januari 2013 burgemeester van Izegem. In 2018 was zijn partij opnieuw afgetekend eerste en kon hij zijn mandaat verlengen. Bij de gemeenteraadsverkiezingen van 13 oktober 2024 verloor de N-VA in Izegem haar koppositie aan de lijst Stip+, waarna de partij in de oppositie belandde en Maertens zijn functie als burgemeester verloor.
Als eerste opvolger op de West-Vlaamse lijst voor de wetgevende verkiezingen van 2010 nam hij de zetel over van zijn stadsgenoot Geert Bourgeois, die zetelde in de Vlaamse regering. Hij bleef tot in mei 2014 in de Kamer van volksvertegenwoordigers zetelen en was er onder andere actief in de commissie Landsverdediging. 
Bij de Vlaamse verkiezingen van 25 mei 2014 was Maertens eerste opvolger op de West-Vlaamse N-VA-lijst. Eind juli 2014 kwam hij opnieuw als opvolger van Geert Bourgeois in het Vlaams Parlement. In deze assemblee ging hij zich toeleggen op de beleidsdomeinen Mobiliteit en Openbare Werken en Binnenlands Bestuur en Bestuurszaken. Hij was van 2014 tot 2019 eerste ondervoorzitter van de Commissie voor Bestuurszaken, Binnenlands Bestuur, Inburgering en Stedenbeleid, vast lid van de Commissie voor Mobiliteit en Openbare Werken en plaatsvervangend lid van de Commissie voor Landbouw, Visserij en Plattelandsbeleid.
Binnen de Commissie voor Bestuurszaken, Binnenlands Bestuur, Inburgering en Stedenbeleid volgde hij dossiers op die te maken hebben met ambtenarenzaken, e-government en administratieve vereenvoudiging, de lokale besturen (onder andere de integratie van OCMW en gemeente) en intergemeentelijke samenwerking. In de Commissie voor Mobiliteit en Openbare Werken volgde hij de domeinen binnenvaart (onder andere het Seine-Scheldeproject) en wegtransport op, naast regionale dossiers.
Bij de Vlaamse verkiezingen in 2019 was hij West-Vlaams lijsttrekker voor zijn partij en werd hij herkozen als Vlaams Parlementslid. Maertens bleef in de legislatuur 2019-2024 in de commissie Mobiliteit en Openbare Werken zetelen en werd plaatsvervangend lid van de commissie voor Landbouw, Visserij en Plattelandsbeleid en de commissie voor Binnenlands Bestuur, Gelijke Kansen en Inburgering.
De burgemeester kwam tijdens de coronapandemie van 2020 in opspraak toen hij aanwezig was op een lockdownparty. De politie stelde een proces-verbaal op tegen de aanwezige feestgangers en de burgemeester.
Bij de Vlaamse verkiezingen van 9 juni 2024 werd Maertens vanop de derde plaats van de West-Vlaamse N-VA-lijst herverkozen voor een derde termijn in het Vlaams Parlement. Hij werd in de legislatuur 2024-2029 opnieuw vast lid van de commissie Mobiliteit en Openbare Werken, alsook vast lid van de commissie Binnenlands Bestuur en Inburgering.

## Overzicht deelname politieke verkiezingen
- Gemeenteraad 8 oktober 2006 - Izegem - 4e plaats - N-VA - verkozen (861 voorkeurstemmen)
- Vlaams Parlement 7 juni 2009 - 20e plaats kieskring West-Vlaanderen - N-VA - niet verkozen (4.040 voorkeurstemmen)
- Kamer van volksvertegenwoordigers 13 juni 2010 - 1e opvolger kieskring West-Vlaanderen - N-VA - (8.083 voorkeurstemmen; hij verving Geert Bourgeois (45.848 voorkeurstemmen) die op 7 juli 2010 de eed aflegde als Kamerlid maar zich vervolgens dadelijk liet vervangen om zelf opnieuw de eed af te leggen als Vlaams minister)
- Gemeenteraad 14 oktober 2012 - Izegem - verkozen (2.554 voorkeurstemmen)
- Vlaams Parlement 25 mei 2014 - kieskring West-Vlaanderen - N-VA - 1e opvolger (12.564 voorkeurstemmen: hij verving Geert Bourgeois)
- Gemeenteraad 14 oktober 2018 - Izegem - verkozen (3.549 voorkeurstemmen)
- Vlaams Parlement 26 mei 2019 - kieskring West-Vlaanderen - N-VA -  1e plaats (28.250 voorkeurstemmen)
- Vlaams Parlement 9 juni 2024 - kieskring West-Vlaanderen - N-VA - 3e plaats (10.721 voorkeurstemmen)